# フルクトース-6-リン酸ホスホケトラーゼ
フルクトース-6-リン酸ホスホケトラーゼ(Fructose-6-phosphate phosphoketolase、EC 4.1.2.22)、以下の化学反応を触媒する酵素である。
D-フルクトース-6-リン酸 + リン酸{\displaystyle \rightleftharpoons }アセチルリン酸 + D-エリトロース-4-リン酸 + 水
従って、この酵素の基質はD-フルクトース-6-リン酸とリン酸の2つ、生成物はアセチルリン酸とD-エリトロース-4-リン酸と水の3つである。
この酵素はリアーゼ、特に炭素-炭素結合を切断するアルデヒドリアーゼに分類される。系統名は、D-フルクトース-6-リン酸 D-エリトロース-4-リン酸リアーゼ (リン酸付加; アセチルリン酸形成)(D-fructose-6-phosphate D-erythrose-4-phosphate-lyase (adding phosphate; acetyl-phosphate-forming))である。この酵素は、ペントースリン酸経路に関与している。